# キャノンボール・アダレイ・イン・サンフランシスコ
『キャノンボール・アダレイ・イン・サンフランシスコ』（原題：The Cannonball Adderley Quintet in San Francisco）は、アメリカ合衆国のジャズ・サクソフォーン奏者、キャノンボール・アダレイが1959年に録音・1960年に発表したライブ・アルバム。

## 背景
アダレイは1959年10月、4週間にわたってサンフランシスコのクラブ「ザ・ジャズ・ワークショップ」でライブ活動を行い、当時の観客の中には、ロシア人の作曲家ドミートリイ・ショスタコーヴィチもいたという。本作には18日と20日のライブ録音が抜粋されており、参加メンバーのうち弟ナット・アダレイとベーシストのサム・ジョーンズは、以前よりアダレイと共演を重ねてきたが、ボビー・ティモンズおよびルイス・ヘイズは、本作で初めてアダレイと共に録音を行った。収録曲「ジス・ヒア」は、本作でサイドマンを務めたボビー・ティモンズの曲で、ティモンズは1960年1月録音のリーダー・アルバム『ジス・ヒア』において、同曲をピアノ・トリオ編成で録音している。CDボーナス・トラックの「ストレート・ノー・チェイサー」は、オリジナルLPで外され、1977年発売のコンピレーション・アルバム『Coast to Coast』に初収録された音源である。
1960年2月1日には、本作と同じラインナップで、スタジオ・アルバム『ゼム・ダーティ・ブルース』収録曲の一部が録音された。

## 反響・評価
1960年5月30日付の『タイム』誌によれば、当時すでに5万枚以上を売り上げ、ジャズのアルバムとしては大ヒット作だったという。ラルフ・J・グリーソンは本作のライナーノーツにおいて「サンフランシスコでの連続公演の少し前にメンバーが揃ったばかりにもかかわらず、この録音の頃には、まるで一卵性双生児（または五つ子と言うべきか?）のような演奏が続けさまに披露されている」と評している。また、Anthony Tognazziniはオールミュージックにおいて5点満点中4.5点を付け「アダレイが以後のキャリアにおいて追求していく、親しみやすい一方で技術的には高度なソウル・ジャズを定義づけた作品」「1958年の名盤『サムシン・エルス』を別とすれば、このサクソフォーン奏者の決定的瞬間かもしれない」と評している。

## 収録曲
1. ジス・ヒア - "A Few Words by Cannonball...and This Here" (Bobby Timmons) - 12:29
2. スポンテニアス・コンバスション - "Spontaneous Combustion" (Cannonball Adderley) - 11:55
3. ハイ・フライ - "Hi-Fly" (Randy Weston) - 11:09
4. ユー・ガット・イット! - "You Got It!" (C. Adderley) - 5:09
5. ボヘミア・アフター・ダーク - "Bohemia After Dark" (Oscar Pettiford) - 8:06

### CDボーナス・トラック
1. ストレート・ノー・チェイサー - "Straight, No Chaser" (Thelonious Monk) - 11:43

## 参加ミュージシャン
- キャノンボール・アダレイ - アルト・サクソフォーン
- ナット・アダレイ - コルネット
- ボビー・ティモンズ - ピアノ
- サム・ジョーンズ - ベース
- ルイス・ヘイズ - ドラムス